# Воображаемые миры (теория)
Воображаемые миры, также воображаемые ландшафты (англ. imaginary landscapes) — теория выдвинутая американским социологом и философом индийского происхождения, Арджуном Аппадураи. Теория воображаемых миров (воображаемых ландшафтов англ. imaginary landscapes) была сформулирована в начале 1990-х на основе теории Бенедикта Андерсона воображаемые сообщества.

## Обзор
Теория «воображаемых миров» относится к третьему поколению глобализации. Аппадураи рассматривает глобализацию как детерриториальную утрату привязки социальных процессов к физическому пространству. По его мнению, в ходе глобализации формируется «глобальный культурный поток» который можно разделить на пять символико-культурных пространств (в английском языке суффикс «scape» обозначает «пейзаж» или «ландшафт», однако в теории Аппадураи данный суффикс позволяет обозначить гибкость и нелинейность):
1. Этнопространство (англ. Ethnoscapes) – под этим пространством Аппадураи понимает людей, которые составляют миры, не привязанные к определенной территории: туристы, иммигранты, беженцы, гастарбайтеры и другие перемещающиеся группы и индивиды.
2. Медиапространство (англ. Mediascapes) – это понятие обозначает способность производить и распространять информацию через газеты, журналы, телеканалы, киностудии и прежде всего рекламу. Многие аудитории по всему миру воспринимают медия как сложный и взаимосвязанный комплекс печати, рекламы, новостей, которые и помогают конструировать «воображаемые миры».
3. Технопространство (англ. Technoscapes) – под этим понятием Аппадураи понимает глобальную конфигурацию технологий и сам факт того, что эти технологии являются неотъемлемой частью миров.
4. Финансовое пространство (англ. Finascapes) – по мнению автора об этом пространстве нельзя не говорить как о глобальном капитале, который сейчас еще более загадочный, скорый и непредсказуемый, в отличие от: валютных рынков, национальных фондовых бирж и товарных спекуляций, которые перемещают виртуальные деньги через границы в мгновение ока.
5. Идеопространство (англ. Ideoscapes) – данное пространство образуется потоком образов, прежде всего политических и имеющих дело с идеологией государства или оппозиционных движений, претендующих на захват государственной власти или ее части.

## Контекст
По мнению Аппадураи, динамика глобальных культурных систем приводится в движение взаимоотношениями между этно-, медиа-, техно-, идео- и финансовым пространствами. Взаимоотношение этих пространств, предельно зависит от конкретного контекста.  Эти пространства являются «фундаментом» «воображаемых миров», в которых люди взаимодействуют, и взаимодействие это носит характер обменов. В теоретической модели Аппадураи первоначальное противопоставление «локальное – глобальное» замещается противостоянием «территориальное – детерриториализованное», а глобальность и локальность выступают как две составляющие глобализации.